# Anna Schultze
Anna Schultze (ur. 26 maja 1985) – niemiecka lekkoatletka specjalizująca się w skoku o tyczce.

## Osiągnięcia
- srebrny medal mistrzostw świata juniorów (Grosseto 2004)
- srebro młodzieżowych mistrzostwach Europy (Debreczyn 2007)

## Rekordy życiowe
- skok o tyczce (stadion) – 4,40 (2007 & 2010)
- skok o tyczce (hala) – 4,40 (2006)